# Siete islas de Bombay

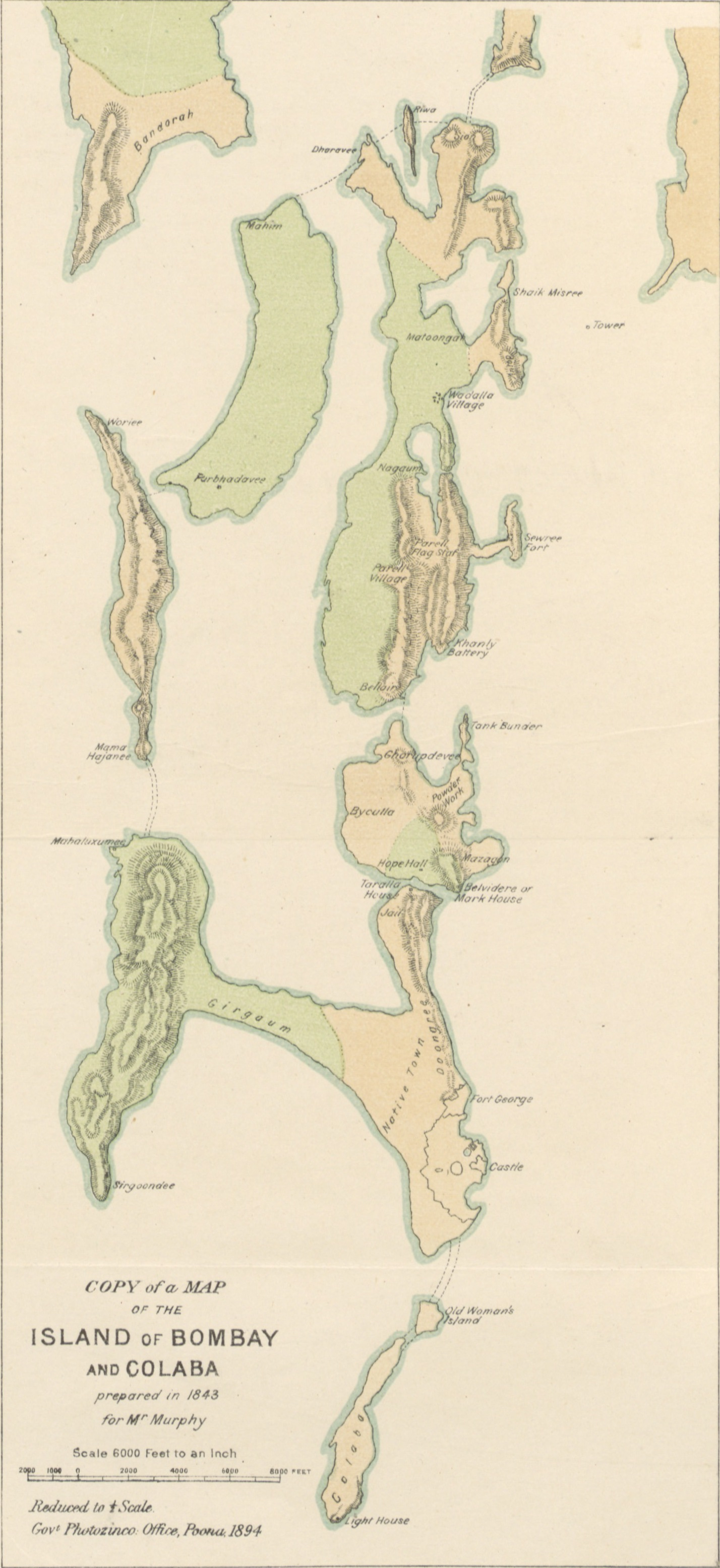
Islas de Bombay y Colaba

Las siete islas de Bombay eran territorios portugueses del siglo XVI que se extendían frente a la costa oeste de la India, que fueron entregados a Inglaterra bajo este título como parte de la dote de  Catalina de Braganza cuando se casó con  Carlos II en 1661. Las islas habían sido anteriormente parte de los imperios indígenas como la dinastía Silhara y el Sultán de Gujarat antes de que fueran capturados por los portugueses en 1534. Después de adquirirlos como dote, Carlos II alquiló las islas a la Compañía de las Indias Orientales en 1668 por £ 10 al año. Hacia 1845, las islas se habían fusionado en una masa de tierra por medio de proyectos de recuperación de tierras múltiples. La isla resultante de Bombay se fusionó más tarde con las islas cercanas de Trombay y Salsette que se encuentran al noreste y al norte respectivamente para formar la Gran Bombay . Estas islas ahora constituyen la parte sur de la ciudad de Mumbai.
Las islas originales entregadas a Inglaterra fueron las siguientes:
- Isla de Bombay
- Colaba
- Isla de la Anciana (Little Colaba)
- Mahim
- Mazagaon
- Parel
- Worli

|                            |
| Las siete islas originales |

|                        |
| Mapa de Bombay en 1893 |

También hay varias islas más pequeñas que se encuentran al este de las siete islas principales:
- Isla Elephanta also Known as Gharapuri
- Butcher Island
- Middle Ground
- Oyster Rock
- East Ground
- Cross Island